# Мясник (фильм, 2006)
«Мясник» (англ. The Butcher) — американский слэшер, снятый режиссёром Эдвардом Горсачем. Фильм был выпущен сразу на DVD и в формате direct-to-video 11 июля 2006 года.
В центре сюжета находится группа молодых людей, которые попадают в автомобильную аварию в глуши и теперь вынуждены бороться за жизнь, ведь местность, в которой они застряли, принадлежит жестокому и таинственному маньяку и его невменяемой семье.

## Сюжет
Эгоистичный богач Марк и пятеро его друзей, Рэйчел, Лиз, Атланта, Адам и Софи, едут в Лас-Вегас, но Марк, посчитав, что обычный путь слишком долгий, решает срезать. По пути друзья вступают в конфронтацию с водителем эвакуатора и Марк, потеряв бдительность, чуть не сбивает неизвестную израненную девочку, которая резко выскочила на дорогу перед машиной друзей.
В результате аварии Лиз трагически погибает, будучи разорванной пополам. Марк, Адам, Софи и Рэйчел, взяв с собой израненную девочку, решают осмотреть местность, в то время как Атланта остаётся на месте аварии, чтобы дождаться помощи. Внезапно не месте аварии появляется водитель эвакуатора, который начинает преследовать Атланту. Пытаясь сбежать, она спотыкается и падает головой на камень, после чего мужчина утаскивает девушку прочь. Атланта приходит в себя будучи подвешенной на колючей проволоке и погибает от удушья.
Тем временем Марк, Адам, Софи, Рэйчел и девочка, спустя некоторое время ходьбы, натыкаются на старый дом. Надеясь найти там помощь, друзья заходят внутрь и понимают, что с домом и его владельцами что-то не так, ведь в доме царит большой беспорядок, а на полу валяются кости животных и людей. У девочки начинается паническая атака и друзья решают оставить её в комнате и лучше осмотреть дом. Внезапно к дому подъезжает машина и водителем оказывается тот самый мужчина, который преследовал Атланту. Мужчина заносит труп Атланты в дом и друзья разделяются: Марк остаётся заперт в сарае вместе с маньяком, в то время как остальные выходят на улицу. Внезапно маньяк замечает Марка и всаживает ему в живот вилы, после чего распиливает его бензопилой. Друзья пытаются спасти Марка, но становится слишком поздно, после чего они запираются в доме и пытаются найти оружие.
Адам, Софи и Рэйчел спускаются в подвал. Пока Рэйчел пытается починить электрощиток, Софи поднимается на второй этаж и находит хозяйку дома мёртвой. Тем временем Адам выходит на улицу, но его начинает преследовать убийца. Пытаясь скрыться от него, Адам натыкается на полицейскую машину, но полицейский оказывается убит маньяком и привязан к капоту машины. Рэйчел пытается вызвать помощь по радио, в то время как Софи оказывается убита хозяйкой дома, которая топит её в ванной. Хозяйка пытается убить Рэйчел, но девочка помогает ей и вместе с ней сбегает от хозяйки.
Адам случайно попадает в капкан, расставленный маньяком, и вступает с ним в конфронтацию, но в самый ответственный момент убийцу спугивает полиция. Шериф пытается убедить Адама в том, что семья Мэйхью, состоящая из маньяка Франклина, его жены миссис Мэйхью и их дочери по прозвищу Ангел, обитающая в том доме, давно мертва, но когда он находит труп Лиз, он соглашается вернуться и осмотреть дом. Тем временем Рэйчел и девочка пытаются спастись от Франклина, но внезапно девочка, оказавшаяся дочерью Франклина и хозяйки дома, предаёт Рэйчел, приковывает её наручниками к трубе и отдаёт в руки маньяку. В это же время шериф заходит в дом, но хозяйка дома нападает на него и всаживает ему в шею железный штырь.
Франклин оставляет Рэйчел в подвале и поднимается наверх, чтобы обсудить с хозяйкой свои дальнейшие планы. Внезапно шериф приходит в себя и убивает хозяйку выстрелом из дробовика. Франклин оказывается опустошён потерей жены и добивает полицейского ударом кирки по голове. В этот же момент Адам врывается в дом и вступает в схватку с Франклином. Рэйчел обманом заставляет Ангела отпустить её и приковывает её к трубе. После этого Рэйчел и Адам выбегают из дома, но проваливаются в яму, после чего Франклин спрыгивает к ним и пытается убить Адама. Рэйчел выбирается из ямы, в то время как Адам жертвует собой и взрывает себя и Франклина.
На следующее утро Рэйчел добирается до дороги и её подбирает группа людей. Но, когда они начинают путь домой, Рэйчел замечает тот самый эвакуатор из начала фильма, а на дорогу выбегает Ангел. Рэйчел, понимая, что её кошмар повторяется, начинает визжать.

## В ролях
| Актёр              | Роль            |
| ------------------ | --------------- |
| Катрин Рефорд      | Рэйчел          |
| Том Нэйджел        | Адам            |
| Мийеа Кой          | Софи            |
| Алан Ритчсон       | Марк            |
| Эшли Хоукинс       | Атланта         |
| Тиффани Кристенсен | Лиз             |
| Энни Маккэй        | Ангел           |
| Билл Джейкобсон    | Франклин Мэйхью |
| Хейзелл Дин        | Сара            |
| Эйприл Лэнг        | миссис Мэйхью   |
| Ник Стеллейт       | шериф           |
| Педж Вахдат        | Чип             |

## Релиз
«Мясник» был выпущен компанией Lionsgate сразу на DVD и видео 11 июля 2006 года.

## Критика
Веб-сайт Dread Central дал фильму негативную оценку, сказав: "Первоначальное название «Сбор урожая» было слишком банальным, и Lionsgate сменил его на почти такое же банальное — «Мясник». Учитывая, что в фильме, похоже, нет ни оригинальной идеи, ни намерения даже попытаться придумать оригинальную идею, ни способности сделать что-то хоть отдалённо креативное с использованием переработанного материала, более подходящим названием было бы «Резня после „Поворота не туда“ в Неваде»".
Веб-сайт HorrorTalk дал фильму неоднозначную оценку, написав: «С самого начала „Мясник“ станет фильмом, который либо понравится, либо нет, из-за того, что его единственная цель — быть не более чем фильмом ужасов о пытках на самом базовом уровне».